# 10203 Фліндерс
10203 Фліндерс (10203 Flinders) — астероїд головного поясу, відкритий 1 серпня 1997 року.
Тіссеранів параметр щодо Юпітера — 3,655.